# يفيس أجيد
يفيس أجيد (موليد 13 نوفمبر 1940) هو طبيب أعصاب، عالم أحياء الخلية، كيمياء عصبية، أكاديمي، أستاذ جامعي، طبيب مستشفى، باحث في علم الأحياء وعالم متخصص في علوم الأعصاب.